# 深沢幸雄
深沢 幸雄（ふかざわ ゆきお、1924年7月1日 - 2017年1月2日）は、日本の版画家、銅版画家。多摩美術大学名誉教授。深澤幸雄と表記されることもある。
銅版画の一種であるメゾチントを中心とした作品を制作し、日本における戦後銅版画の第一人者のひとりとされている。版画だけでなく、書（詩）、陶芸、ガラス絵、パステル画の創作も行なっている。
初期には人間の内面や感情の奥底を表現したモノクロの作品が多かったが、やがて壮大で叙事詩的なテーマを取りあげるようになり、鮮烈な色彩といくつもの銅版画技法を用いるようになった。深沢の作品はニューヨーク近代美術館(MoMA)、ボルティモア美術館（いずれもアメリカ）、メキシコ国立版画美術館（メキシコ）、ケルン文化会館（ドイツ）、ウフィツィ美術館（イタリア）、チェコ国立近代美術館（チェコ）、山梨県立美術館、南アルプス市立春仙美術館などに所蔵されている。東京国際版画ビエンナーレ、ルガノ国際版画ビエンナーレ（スイス）、聖ジェームス協会日本現代版画展（アメリカ）、サンパウロ・ビエンナーレ（ブラジル）などで展覧会が開催された。

## 経歴

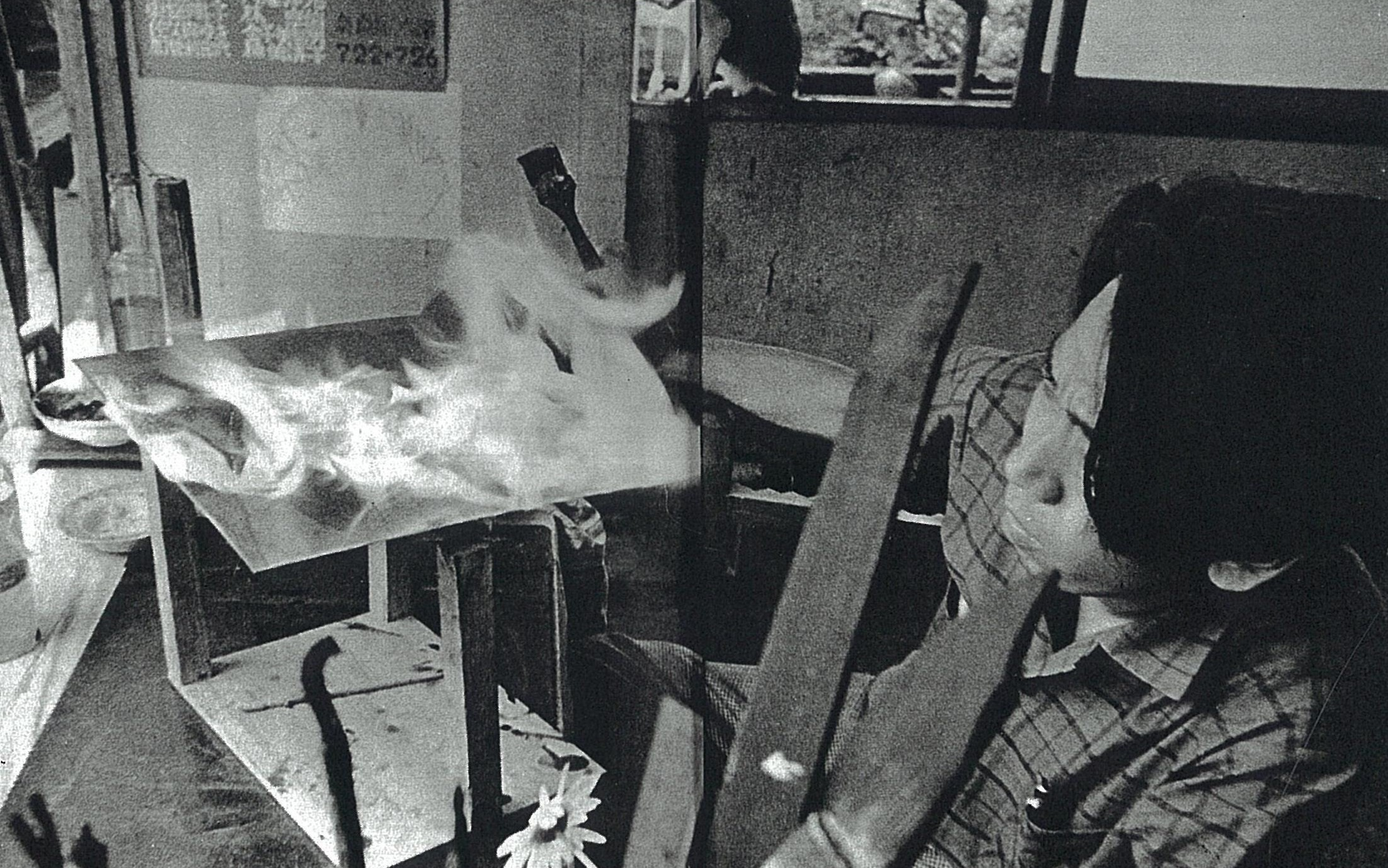
アトリエで制作中の深沢

### 出生から東京大空襲における負傷
1924年（大正13年）7月1日、山梨県中巨摩郡平林村（後の南巨摩郡増穂町平林、現在の南巨摩郡富士川町平林）に生まれる。幸雄は深沢家の次男。父親が朝鮮総督府の官吏であったため、生後すぐに朝鮮半島に渡った。
1931年（昭和6年）に忠北堤川郡立小学校へ入学、1937年（昭和12年）に忠南大田中学校へ入学し、中学時代までを日本統治下の朝鮮・堤川（現在の大韓民国・忠清北道堤川市）で過ごす。中学時代には友人の家で『世界美術全集』を目にし、美術教師の影響を受け油彩画をはじめる。さらに大田市の鶏竜山窯を見学し、陶芸にも関心を持ったという。
1942年（昭和17年）に東京美術学校（現東京藝術大学）へ入学するが、父親の条件で油彩画ではなく工芸科彫金部予科を先行する。美術学校時代は葛飾区堀切に下宿し、デッサンに専念する。西洋の画家ではムンクやゴッホ、レンブラント、日本人の画家では中川一政の水墨画に傾倒していたという。1949年（昭和24年）に彫金部を卒業した。
1945年（昭和20年）3月10日の東京大空襲では駒込において被災し、右膝を負傷する。翌年4月6日には山梨県甲府市の第63部隊に入隊し、重機関銃中隊に配属される。同年8月の終戦後は復学し、石井鶴三の指導によりデッサンに専念する。1947年（昭和22年）には詩人の川路柳虹の仲介で学生結婚する。

### メキシコ来訪と作風の変化
1951年（昭和26年）から10数年は不自由な生活を強いられ、このことがきっかけで肉体的に負担が大きい油絵からサイズの小さい銅版画の世界に入った。
4歳年上の駒井哲郎や7歳年上の浜田知明の作品に影響を受け、1954年（昭和29年）から銅版画を独学で学ぶと、1957年（昭和32年）には日本版画協会展で協会賞を受賞し、1958年（昭和33年）には版画部春陽会賞を受賞した。1962年（昭和37年）には第5回現代日本美術展で優秀賞を受賞した。
1963年（昭和38年）には、外務省所属のOPIC機関であるメキシコ国際文化振興会に銅版画技法の指導を依頼され、3ヶ月間の間、メキシコシティへ赴く。メキシコはそれまで木版画が中心であり、深沢はサン・イポリット尼僧附属修道院において銅版画の講義・実演を行い、学生の中にはメキシコ大学サン・カルロス美術学部教授であったルイス・ニシザワも加わっていた。
深沢はメキシコ来訪中にテオティ・ワカンのピラミッドやヴィエルモッサ、サンクリストーバル、オァハカ、モンテ・アルバンなど各地の遺跡を訪れ、メキシコの歴史・風土から受けたイメージをスケッチブックに詩として記録した。作品はそれまでのモノクローム中心であったのに対し、形状が単純化され、文字や記号・紋章などが描かれ、鮮やかな色彩が加わった作風の変化が指摘される。1967年の《闖入者》では朱色でメキシコを現し、その中にエルナン・コルテスを意味する青色とキリスト教を意味する十字架を描き加え、メキシの歴史解釈をイメージした作品も制作した。
1994年（平成6年）にはメキシコの文化勲章であるアギラ・アステカを受章している。1972年（昭和47年）には第2回フィレンツェ国際版画ビエンナーレでバンコ・デ・ローマ賞を受賞した。

### さらなる作風の変化
1980年代には作風が変化し、1982年（昭和57年）に刊行したアルチュール・ランボーの詩集『酔いどれ船』の詩画集においてメゾチントを用いた作品を発表する。メゾチントはベルソーを用いて版全体に傷をつけ、溝にインクを詰めて独特の質感の黒の階調を表現する手法で労力を要するが、深沢は1981年に独自に電動ベルソーを開発し、大型のメゾチント作品の制作を可能にした。また、深沢はメゾチント作品に多版多色刷りによる色彩を加えた作品を制作している。
深沢は銅版画以外にも陶芸や書、書とパステル画を組み合わせた作品やガラス絵なども手がけている。中学時代に朝鮮の陶磁器工房を訪れ、手仕事に関心を持ったという。
1981年（昭和56年）には『深沢幸雄銅版画全作品集』が刊行され、1991年（平成3年）には郷里の山梨県立美術館で回顧展が開催された。1986年（昭和61年）には多摩美術大学の教授に就任し、1995年（平成7年）まで教授職にあった。多摩美術大学のほかには福岡学芸大学（非常勤講師）や武蔵野美術学園（非常勤講師）でも教鞭をとっている。
1987年（昭和62年）には紫綬褒章を受章し、1991年（平成3年）から1994年には日本版画協会の理事長の座にあった。1992年（平成4年）には山梨県文化功労賞を受賞し、1995年（平成7年）には勲四等旭日小綬章を受章し、2002年（平成14年）には日本版画協会名誉会員に推挙される。2013年（平成25年）には、阿部出版の雑誌「版画芸術」での連載を基にした『現代版画の視点―深澤幸雄の版画対談』が刊行された。
1991年には山梨県立美術館で「深沢幸雄展 銅板に刻む魅惑の詩」が開催される。
2006年（平成18年）には版画やガラス絵、書画、パステル画、陶磁器、民族衣装などコレクション含めた約400点の作品を、山梨県南アルプス市の春仙美術館に寄贈する。2007年1月13日から3月25日には、同館で「深沢幸雄の全貌」展が開催された。2007年（平成19年）には市原市水と彫刻の丘でも「深沢幸雄展」が開催された。
同じく、2007年（平成19年）には深沢の銅版画690点を中心に、深沢の収集した他の銅版画家の作品や中南米の民俗資料など1800点が山梨県立美術館に寄贈され、同年10月27日から12月9日には同館において、このうち160点あまりの深沢作品とコレクションを紹介した企画展「深沢幸雄展-いのちの根源を謳う-」が開催された。2014年（平成26年）1月18日から3月2日には千葉県市原市の市原湖畔美術館（旧市原市水と彫刻の丘）において「深沢幸雄-銅版が奏でる詩-」が開催された。
2017年1月2日、老衰のため死去。92歳。

## 受賞/受章歴
- 1957年 - 日本版画協会展 協会賞
- 1958年 - 版画部春陽会賞
- 1959年 - シェル美術賞三席
- 1962年 - 第5回現代日本美術展 優秀賞
- 1972年 - 第2回フィレンツェ国際版画ビエンナーレ バンコ・デ・ローマ賞
- 1987年 - 紫綬褒章
- 1992年 - 山梨県文化功労賞
- 1995年 - 勲四等旭日小綬章

## 著作
- 『銅版画のテクニック』ダヴィッド社、1979年
- 『深沢幸雄銅版画全作品集　1955－1980』（カタログ・レゾネ）りゅう画廊出版部、1981年
- 『現代版画の視点―深澤幸雄の版画対談』阿部出版、2013年

## 関連文献
- 鶴岡善久編『冨士原清一詩集　魔法書或は我が祖先の宇宙学』母岩社、1970年　（扉の装画として最初期の作品《廃市の貌》を提供した他、この詩集のためのオリジナルエッチングを特典として提供）